# Ravindra Jadeja
Ravindrasinh Anirudhsinh Jadeja (bekannt als Ravindra Jadeja, * 6. Dezember 1988 in Navagam Ghed, Indien) ist ein indischer Cricketspieler, der seit 2009 für die indische Nationalmannschaft spielt.

## Kindheit und Ausbildung
Jadejas Vater war ein Sicherheitsmann ohne geregeltem Einkommen und seine Mutter Krankenschwester. Er begann im Kindesalter Cricket zu spielen und nutzte dies um aus den schwierigen Lebensverhältnissen der Familie im Alltag zu entfliehen. Nachdem er Schwierigkeiten mit der örtlichen Jugend hatte, wurde er durch Verbindungen seines Vaters in ein durch die Regierung finanzierten Cricket Bungalow aufgenommen. Im Jahr 2005 starb seine Mutter nach einem Küchenunfall an den erlittenen Verbrennungen. Er wurde dann in die U19-Nationalmannschaft für Indien aufgenommen und bestritt mit ihr mehrere Touren, unter anderem nach pakistan, Sri Lanka und Südafrika. Auch nahm er mit dieser am ICC U19-Cricket-Weltmeisterschaft 2008 teil und half das Turnier zu gewinnen.

## Aktive Karriere

### Anfänge in der Nationalmannschaft
Jadeja war Teil der Rajasthan Royals bei der Indian Premier League 2008. Daraufhin erhielt er den Ruf in den Kreis der Nationalmannschaft, als er ins Vorbereitungslager für die später nicht ausgetragene ICC Champions Trophy in Pakistan eingeladen wurde. Mit weiteren guten Leistungen für Saurashtra im nationalen indischen Cricket, konnte er sich dann für das Team empfehlen. Sein Debüt in der Nationalmannschaft gab er bei der Tour in Sri Lanka im Februar 2009, wobei er sein erstes ODI und Twenty20 bestritt. In seinem ersten ODI konnte er dabei ein Fifty über 60* Runs erreichen. Er wurde dann im Sommer für den ICC World Twenty20 2009 in England nominiert und konnte dort als beste Leistung gegen den Gastgeber 2 Wickets für 26 Runs erreichen. Im Oktober gelangen ihm bei der ODI-Serie gegen Australien zunächst 3 Wickets für 35 Runs im zweiten Spiel und ein Fifty über 57 Runs im sechsten. Bei der sich daran anschließenden ODI-Serie gegen Sri Lanka erzielte er 4 Wickets für 32 Runs in der dritten Begegnung und wurde dafür als Spieler des Spiels ausgezeichnet. Die Indian Premier League 2010 verpasste er, weil er dafür bestraft wurde, regelwidrig mit einem anderen Franchise verhandelt zu haben. Beim ICC World Twenty20 2010 in den West Indies war er ebenfalls wieder im Team, konnte jedoch nicht herausstechen. Lediglich ein Vorfall nach dem Turnier in einem Pub machte Schlagzeilen, für den er sich entschuldigen musste. Daraufhin bestritt er ein Drei-Nationen-Turnier in Simbabwe, bei dem er gegen den Gastgeber zwei Fifties (61* und 51 Runs) erreichte. Im Finale des Asia Cup 2010 erreichte er 2 Wickets für 29 Runs gegen Sri Lanka.
Sein Platz im Team war daraufhin zumeist unsicher und er verpasste die Nominierung zum Cricket World Cup 2011. Bei der Tour in England im September 2011 wurde er nachnominiert, nachdem sich Gautam Gambhir verletzt hatte, und konnte dort bei seiner Rückkehrein Fifty über 78* Runs erreichen. Dafür wurde er als Spieler des Spiels ausgezeichnet. Beim Gegenbesuch Englands im Monat darauf gelangen ihm 3 Wickets für 34 Runs im ersten und 4 Wickets für 33 Runs im fünften ODI. Letzteres wurde abermals mit einer Auszeichnung bedacht. Im Dezember traf er mit dem Team auf die West Indies und konnte dabei zwei Mal drei Wickets (3/34 und 3/62) erreichen. Für die Indian Premier League 2012 wurde er dann von den Chennai Super Kings für 2 Millionen US-Dollar ersteigert. Für den ICC World Twenty20 2012 war er zwar nominiert, kam jedoch nicht zum Einsatz.

### Etablierung im Test-Team
Im Dezember 2012 gab er sein Test-Debüt gegen England. Das neue Jahr begann mit einer ODI-Serie gegen Pakistan bei dem ihm 3 Wickets für 41 Runs gelangen, bevor er zwei Mal drei Wickets (3/19 und 3/39) und ein weiteres Fifty (61* Runs) gegen England erreichte. Dies wurde gefolgt von einer Test-Serie gegen Australien, bei der er in den sechs Innings der ersten drei Tests insgesamt fünf Mal drei Wickets (3/72, 3/33, 3/33, 3/77, 3/35) erreichte und im vierten ein Five-for (5/58), wofür er ausgezeichnet wurde. Im Sommer war er dann Teil des Teams bei der ICC Champions Trophy 2013, wo ihm gegen die West Indies 5 Wickets für 36 Runs erreichte. Damit führte er die Mannschaft ins Halbfinale, bevor sie das Turnier im weiteren Verlauf gewinnen konnte. Dem folgte ein Drei-Nationen-Turnier in den West Indies, wo er im Finale gegen Sri Lanka 4 Wickets für 23 Runs erreichte. Diese Leistungen führten dazu, dass er den ersten Platz in der ODI-Bowler-Weltrangliste des Weltverbandes übernahm. Die Saison 2013/14 begann er mit jeweils ein Mal drei Wickets in den ODI-Serien gegen Australien (3/73) und die West Indies (3/73). In der sich daran anschließenden Test-Serie gegen Südafrika konnte er 6 Wickets für 138 Runs erreichen, was die klare Niederlage jedoch nicht vermied. Gegen Neuseeland gelangen ihm dann in der ODI-Serie zwei Half-Centuries (66* und 62* Runs). Dem schloss sich der Asia Cup 2014 an. Diesen begann er mit drei Wickets (3/30) gegen Sri Lanka, bevor er ein Fifty (52* Runs) gegen Pakistan erzielte. Die Gruppenphase schloss er dann mit 4 Wickets für 30 Runs gegen Afghanistan ab. Die Saison endete dann beim ICC World Twenty20 2014, wo er gegen die West Indies 3 Wickets für 48 Runs und mit dem Team das Finale erreichte.
Im Sommer 2014 reiste das Team nach England und die Test-Serie war geprägt durch das Aufeinandertreffen zwischen Jadeja und James Anderson. Am zweiten Tag des ersten Tests wurde Anderson beschuldigt in der Umkleidekabine Jadeja geschubst zu haben. England beschuldigte hingegen Jadeja an der entstandenen Situation eine Mitschuld zu tragen. Daraufhin wurde Jadeja zunächst mit einer Geldstrafe belegt, aber zusammen mit Anderson Tage später für unschuldig befunden. Im dritten Test konnte er dann 3 Wickets für 52 Runs erzielen. In der ODI-Serie folgten dann noch ein Mal vier Wickets (4/28) und ein Fifty über 87 Runs. Die Saison 2014/15 begann mit einer ODI-Serie gegen die West Indies in dem ihm drei Wickets (3/44) gelangen. Bei der Test-Serie in Australien zum Jahreswechsel verletzte er sich an der Schulte rund musste diese abbrechen. Beim Cricket World Cup 2015 erzielte er dann gegen die Vereinigten Arabischen Emirate (2/23), die West Indies (2/27) und im Viertelfinale gegen Bangladesch (2/42) jeweils zwei Wickets. In der Folge rutschte er in eine Form-Krise in den kurzen Formaten. Im Test-Cricket konnte er jedoch weiter herausragen. Im November 2015 kam Südafrika nach Indien und im ersten Test wurde er mit insgesamt acht Wickets (3/55 & 5/21) als Spieler des Spiels ausgezeichnet. In den folgenden beiden Tests erreichte er jeweils ein Mal vier Wickets (4/50 und 4/33), bevor er im vierten Test 5 Wickets für 30 Runs erzielte. Im Februar 2016 folgte der Asia Cup 2016, bei dem er als beste Leistung 2 Wickets für 11 Runs gegen pakistan erreichte. Beim ICC World Twenty20 2016 konnte er dann lediglich gegen Bangladesch zwei Wickets (2/22) erzielen.

### Konzentration aufs Test-Cricket
Im September 2016 kam Neuseeland für eine Test-Serie nach Indien, wobei er im ersten Test nach einem Fifty (50* Runs) und fünf Wickets (5/73) als Spieler des Spiels ausgezeichnet wurde. Im zweiten Test folgten dann noch ein Mal drei Wickets (3/41). Dem folgte eine Tour gegen England. Diese begann er mit drei Wickets (3/86) im ersten und einem Fifty (90 Runs) im dritten Test. Für letzteres wurde er als Spieler des Spiels ausgezeichnet. Im vierten Test gelangen ihm dann vier Wickets (4/109), bevor er im fünften insgesamt ein Ten-for (3/106 & 7/48) und ein Fifty (51 Runs) erzielte Beim daraufhin stattfindenden Test gegen Bangladesch erreichte er ein Fifty (60 Runs) und vier Wickets (4/78). Die Saison schloss dann mit einer Test-Serie gegen Australien ab. Dort begann er mit drei Wickets (3/65) im ersten und sechs Wickets (6/63) im zweiten Spiel. Im dritten Test gelang ihm dann ein Fifty über 54* Runs und insgesamt neun Wickets (5/124 & 4/54). Im letzten Test der Serie wurde er nach einem Fifty (63 Runs) und drei Wickets (3/24), womit er den Seriensieg sicherte, als Spieler des Spiels und der Serie ausgezeichnet. Damit steig er zusammen mit Ravichandran Ashwin zur Nummer eins in der Weltrangliste der Test-Bowler des Weltverbandes auf. Im Sommer war er Teil des indischen Teams bei der ICC Champions Trophy 2017, konnte jedoch nicht herausragen. In den folgenden zwei Tests in Sri Lanka erzielte er im ersten Spiel zwei Mal drei Wickets (3/67 & 3/71) und im zweiten ein Fifty über 70* Runs und fünf Wickets (5/152). Damit stieg er zur alleinigen Führung der Test-Bowler- und Test-All-rounder-Weltrangliste auf. Beim Gegenbesuch der sri-lankischen Mannschaft in Indien im November erreichte er im zweiten Test drei Wickets (3/56). Im weiteren Verlauf der Saison wurde er durch eine Krankheit geschwächt und bestritt nur wenige Spiele.
Im Juni 2018 war er dann wieder zurück im Test-Team und konnte beim Debüt-Test gegen Afghanistan 4 Wickets für 17 Runs zum deutlichen Sieg der indischen Mannschaft beitragen. Bei der Tour in England konnte er dann nur einen Test absolvieren und erreichte dort ein Fifty (86* Runs) und insgesamt sieben Wickets (4/79 & 3/179). Im September folgte der Asia Cup 2018, bei dem er mit vier Wickets (4/29) gegen Bangladesch und drei Wickets (3/46) gegen Afghanistan herausstechen konnte. In der ersten Tour der Saison 2018/19 gegen die West Indies erreichte er mit 100* Runs aus 132 Bällen sein erstes Test-Century und konnte auch als Bowler mit drei Wickets (3/35) beitragen. Im zweiten Test folgten dann ein weiteres Mal drei Wickets (3/12). In der sich daran anschließenden ODI-Serie erreichte er im fünften Spiel 4 Wickets für 34 Runs und wurde als Spieler des Spiels ausgezeichnet. In Australien folgten in den Tests, trotz einer Schulterverletzung, drei Wickets (3/82) in der dritten Begegnung und ein Fifty über 81 Runs in der vierten. Beim Cricket World Cup 2019 erzielte er im Halbfinale gegen Neuseeland in der Aufholjagd ein Fifty über 77 Runs, was jedoch nicht ausreichte um den Finaleinzug zu sichern. In der sich an dem Turnier anschließenden Test-Serie in den West Indies gelangen ihm ein Fifty (58 Runs) und drei Wickets (3/58).

### Gewinn der Twenty20-Weltmeisterschaft
Gegen Südafrika im Oktober 2019 erzielte er in der Test-Serie ein Mal vier (4/87) und drei Wickets (3/52) als Bowler, sowie zwei Fifties (91, 51). In der darauf folgenden Serie gegen Bangladesch folgte dann ein weiteres Fifty (60* Runs). Vor der Pause auf Grund der COVID-19-Pandemie gelang ihm ein Fifty über 55 Runs in der ODI-Serie in Neuseeland. Im Dezember 2020 erreichte er in Australien zunächst ein Fifty über 66* Runs in den ODIs, bevor ihm ein weiters Fifty (57 Runs) und vier Wickets (4/62) in der Test-Serie gelang. In der zugehörigen Twenty20-Serie zog er sich im ersten Spiel eine Oberschenkelverletzung und eine Gehirnerschütterung zu und musste das Spiel abbrechen. Im Sommer 2021 unterlag er mit Indien dann beim Finale der ICC World Test Championship 2019–2021 dem neuseeländischen Team. In der sich daran anschließenden Test-Serie in England folgte ein weiteres Fifty (56 Runs). Er wurde für den ICC Men’s T20 World Cup 2021 nominiert, bei dem er gegen Schottland (3/15) und Namibia (3/16) jeweils drei Wickets gelangen und er in beiden Fällen als Spieler des Spiels ausgezeichnet wurde. In der anschließenden Test-Serie gegen Neuseeland erreichte er ein Fifty (50 Runs) und vier Wickets (4/40). Im März 2022 kam dann Sri Lanka nach Indien und im ersten Test konnte er am Schlag ein Century über 175* Runs aus 228 Bällen und als Bowler insgesamt neun Wickets (5/41 & 4/46) erreichen, womit er als Spieler des Spiels ausgezeichnet wurde. Beim Test der Tour in England im Juli 2022 konnte er dann ebenfalls ein Century über 104 Runs aus 194 Bällen erreichen. Während des Asia Cup 2022 erlitt er im Spiel gegen Pakistan eine Knieverletzung und musste daraufhin operiert werden. Damit verpasste er den ICC Men’s T20 World Cup 2022.
Im Februar 2023 war er dann gegen Australien wieder zurück im Team. Im ersten Test gelangen ihm ein Fifty (70 Runs) und ein Five-for (5/47), wofür er ausgezeichnet wurde. Auch im zweiten Test wurde er als Spiele des Spiels ausgezeichnet, als er insgesamt zehn Wickets (3/68 & 7/42) erreichte. Im dritten Test konnte er dann noch ein Mal vier Wickets (4/78) hinzufügen. Im Sommer 2023 stand er erneut im Finale der ICC World Test Championship 2021–2023, was Indien jedoch trotz seiner 3 Wickets für 58 Runs gegen Australien verlor. Er reiste daraufhin mit dem Nationalteam nach in die West Indies, wo er in den Tests drei Wickets (3/26) im ersten und ein Fifty (61 Runs) im zweiten Spiel erzielte. In der ODI-Serie folgten im ersten Spiel ebenfalls drei Wickets (3/37). Beim Asia Cup 2023 gelangen ihm dann ebenfalls drei Wickets (3/40) gegen Nepal. In der Vorbereitung zur Weltmeisterschaft erreichte er dann gegen Australien 3 Wickets für 42 Runs. Beim Cricket World Cup 2023 selbst erzuielte er zunächst gegen Australien 3 Wickets für 28 Runs und später gegen Südafrika 5 Wickets für 33 Runs. Mit dem Team erreichte er das Finale, wo man jedoch an Australien scheiterte. Im Januar traf er mit dem Team bei einer Test-Serie auf England. Im ersten Test erzielte er drei Wickets (3/88) und ein fifty über 87 Runs. Beim dritten Spiel der Serie gelang ihm dann ein Century über 112 Runs aus 225 Bällen und ein Five-for (5/41), wofür er als Spieler des Spiels ausgezeichnet wurde. Im abschließenden Test konnte er dann noch ein Mal vier Wickets (4/67) hinzufügen. Im Sommer war er dann Teil des Teams beim ICC Men’s T20 World Cup 2024, wo er jedoch nicht herausragte. Seine beste Leistung waren 17* Runs im Halbfinale gegen England, woraufhin man sich gegen Südafrika den Titel sichern konnte. Nach dem Turnier erklärte er seinen Rücktritt vom internationalen Twenty20-Cricket.

## Auszeichnungen
Im August 2019 erhielt er den Arjuna Award.